# Spring Lake (Nova Jérsei)
Spring Lake é um distrito localizado no estado americano de Nova Jérsei, no Condado de Monmouth.

## Demografia
Segundo o censo americano de 2000, a sua população era de 3567 habitantes.
Em 2006, foi estimada uma população de 3475, um decréscimo de 92 (-2.6%).

## Geografia
De acordo com o United States Census Bureau tem uma área de
4,4 km², dos quais 3,4 km² cobertos por terra e 1,0 km² cobertos por água.

## Localidades na vizinhança
O diagrama seguinte representa as localidades num raio de 4 km ao redor de Spring Lake.